# 萩町 (前橋市)
萩町（はぎまち）は、群馬県前橋市の旧町名である。
現在の昭和町一丁目、昭和町二丁目、昭和町三丁目、国領町一丁目、国領町二丁目の各一部にあたる。1966年（昭和41年）の住居表示の実施により、の昭和町一丁目、昭和町二丁目、昭和町三丁目、国領町一丁目、国領町二丁目の各一部となった。

## 地理
前橋市の中部に位置していた。

## 歴史
江戸時代頃からある地名であり、前橋藩領だった。1876年（明治9年）前橋城下武家地であった群馬郡前橋東萩小路、西萩小路を編入。
1966年（昭和41年）の住居表示の実施に伴う町名変更により、昭和町一丁目、昭和町二丁目、昭和町三丁目、国領町一丁目、国領町二丁目の各一部にあたる。1966年（昭和41年）の住居表示の実施により国領町一丁目、国領町二丁目の各一部となり消滅した。

### 年表
- 1889年 萩村を含む30町11大字を合併し東群馬郡前橋町が成立したため、前橋町の大字となる。

- 1892年 東群馬郡前橋町が市制施行して前橋市となる。その際に前橋市の町名となる。
- 1910年 大字萩から改称。
- 1925年 大字萩小路から改称。
- 1965年 住居表示の実施に伴う町名変更により、一部が昭和町一丁目、昭和町二丁目、昭和町三丁目の各一部となる。
- 1966年 住居表示の実施に伴う町名変更により、国領町一丁目、国領町二丁目の各一部となり消滅。